# Réserve naturelle régionale des marais de Cré-sur-Loir et La Flèche
La réserve naturelle régionale des marais de Cré-sur-Loir et La Flèche (RNR188) est une réserve naturelle régionale située en Pays de la Loire. Classée en 2008, elle occupe une surface de 65 hectares et protège une zone humide de la Sarthe.

## Localisation

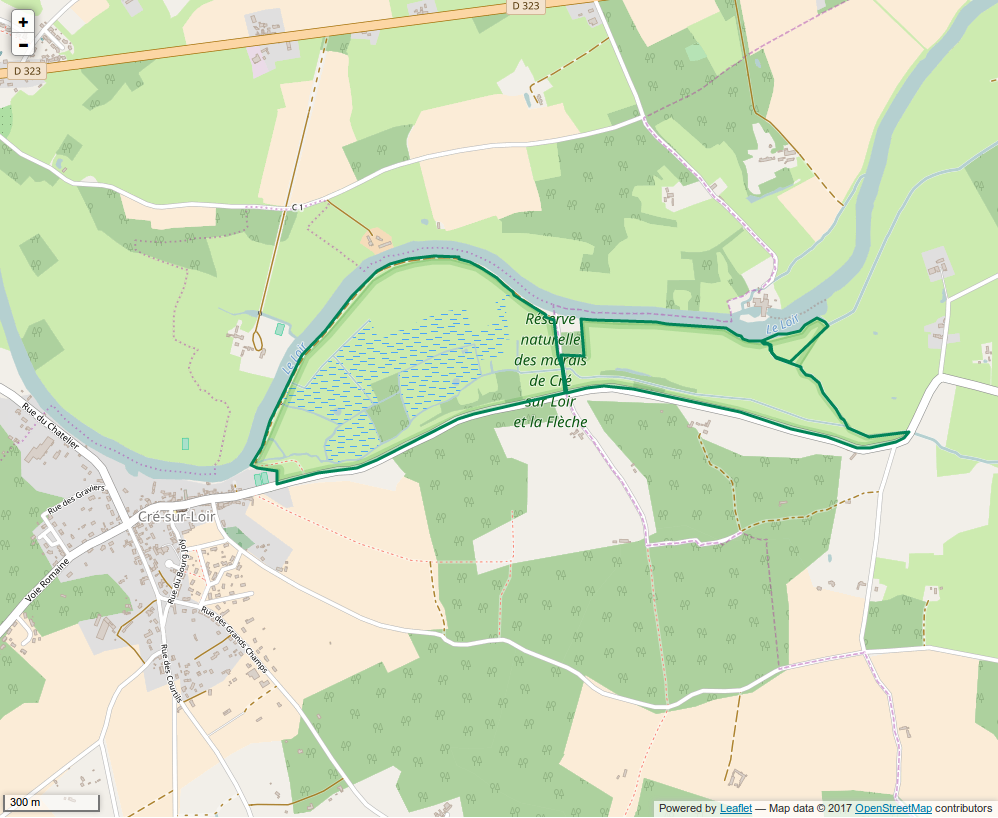
Périmètre de la réserve naturelle.

Le territoire de la réserve naturelle est dans le sud du département de la Sarthe, sur les communes de Cré-sur-Loir et La Flèche. Il se situe dans un méandre du Loir.

## Histoire du site et de la réserve
Les crues régulières du Loir sont à l'origine de la création des terrains alluvionnaires qui forment le marais. En 1994, les élus de la communauté de communes du Pays Fléchois ont fait l'acquisition du marais afin d'en assurer la sauvegarde.

## Écologie (biodiversité, intérêt écopaysager…)
Le marais de Cré-sur-Loir est la plus grande zone de marais alluvial de la Sarthe. Le site est constitué d'un ensemble de roselières, de bois alluviaux et de prairies humides parcourues par des canaux. On y compte 15 espèces de poissons et de nombreux insectes et amphibiens.

### Flore
La flore compte plus de 300 espèces végétales dont quatre sont protégées. Parmi les espèces remarquables, on note la Stellaire des marais (Stellaria palustris), la Grande Douve (Ranunculus lingua), le Jonc à deux faces (Juncus anceps) et la Renoncule à feuilles d'ophioglosse (Ranunculus ophioglossifolius).

### Faune
L'avifaune compte plus de 150 espèces d'oiseaux. On y trouve des ardéidés comme les Hérons cendré (Ardea cinerea) et pourpré (Ardea purpurea) ainsi que le Blongios nain (Ixobrychus minutus). La Marouette ponctuée (Porzana porzana) et la Bécassine des marais (Gallinago gallinago) fréquentent les marais. Les milieux secs abritent la Pie-grièche écorcheur (Lanius collurio), le Torcol fourmilier (Jynx torquilla) et la 
Mésange boréale (Poecile montana).
Pour les amphibiens, on note la présence de la Rainette verte (Hyla arborea), du Crapaud commun (Bufo bufo) et du Triton palmé (Lissotriton helveticus).
Dans les papillons, on peut mentionner le Cuivré des marais (Lycaena dispar).

## Intérêt touristique et pédagogique
Un sentier pédestre fait le tour du site. Il permet d'accéder à un observatoire ornithologique ainsi qu'à des points d'observation du marais.

## Administration, plan de gestion, règlement
La réserve naturelle est gérée par la Communauté de communes du Pays Fléchois.

### Outils et statut juridique
La réserve naturelle a été classée par une délibération du Conseil régional du 31 mars 2008. Ce classement est valable pour une durée de 6 ans.